# Indische renvogel
De Indische renvogel (Cursorius coromandelicus) is een vogel uit de familie renvogels en vorkstaartplevieren (Glareolidae).

## Verspreiding en leefgebied
Deze soort komt voor in Pakistan, Nepal, India en Sri Lanka.